# Mikaela Mayer
Mikaela Joslin Mayer (* 4. Juli 1990 in Los Angeles) ist eine US-amerikanische Profiboxerin und aktuelle Weltmeisterin der WBO im Weltergewicht. Zudem war sie bereits Weltmeisterin der WBO und IBF im Superfedergewicht.

## Amateurkarriere
Mikaela Mayer begann im Alter von 17 Jahren mit dem Boxsport und trainierte im Al Mitchell Boxing Club und dem US Olympic Education Center in Marquette, sowie dem Olympic and Paralympic Training Center in Colorado Springs.
Sie bestritt rund 135 Amateurkämpfe und wurde 2012, 2015 und 2016 US-Meisterin. 2011, 2013 und 2014 gewann sie zudem die National Golden Gloves.
2012 gewann sie im Halbweltergewicht Gold bei den Panamerikanischen Meisterschaften in Cornwall und Bronze bei den Weltmeisterschaften in Qinhuangdao.
Im November 2015 siegte sie bei der nationalen Olympiaqualifikation in Memphis und gewann im März 2016 auch die amerikanische Olympiaqualifikation in Buenos Aires. Sie startete daraufhin im Leichtgewicht bei den Olympischen Spielen 2016 in Rio de Janeiro, wo sie im Viertelfinale gegen Anastassija Beljakowa ausschied.
2017 gewann sie noch Bronze im Leichtgewicht bei den Panamerikanischen Meisterschaften in Tegucigalpa.

## Profikarriere
Im Juli 2017 unterzeichnete sie einen Profivertrag beim US-Promoter Top Rank, ihr Manager ist George Ruiz, ihre Trainer sind Al Mitchell und Kay Koroma. Ihr Debüt gewann sie am 5. August 2017 gegen Widnelly Figueroa.
Am 13. Oktober 2018 besiegte sie in ihrem achten Kampf die Kanadierin Vanessa Bradford und wurde Nordamerikameisterin der NABF im Superfedergewicht. Im Anschluss gewann sie fünf weitere Kämpfe, darunter Titelverteidigungen gegen die Kolumbianerin Calista Silgado, die Mexikanerin Yareli Larios und die Argentinierin Alejandra Zamora. Durch ihren letzten Sieg gegen die Nigerianerin Helen Joseph, dem ersten Frauen-Hauptkampf eines von Top Rank organisierten Events auf ESPN, qualifizierte sie sich für einen Weltmeisterschaftskampf.
Sie boxte dabei am 31. Oktober 2020 in Las Vegas gegen die Polin Ewa Brodnicka um den vakanten WBO-Titel im Superfedergewicht und siegte einstimmig nach Punkten. Brodnicka war der Titel rund 24 Stunden vor dem Kampf entzogen worden, da sie bei der zweimaligen Abwaage vor dem Kampf das Gewichtslimit nicht eingehalten hatte.
Im Juni 2021 verteidigte sie den Titel erstmals einstimmig gegen die Argentinierin Erica Farias, ehemalige zweifache WBC-Titelträgerin. In ihrem nächsten Kampf am 5. November 2021 konnte sie in einer Titelvereinigung die französische IBF-Weltmeisterin Maïva Hamadouche besiegen, wurde dadurch Doppelweltmeisterin und darüber hinaus die erste Frau, die in dieser Gewichtsklasse vom Ring Magazine zum Champion ernannt wurde.
Ihre erste Titelverteidigung als Doppelweltmeisterin bestritt sie am 9. April 2022 gegen Jennifer Han und siegte einstimmig. Am 15. Oktober 2022 verlor sie einen Titel-Vereinigungskampf durch geteilte Entscheidung (Split Decision) nach Punkten gegen die WBC-Weltmeisterin Alycia Baumgardner. Im Anschluss wechselte sie in das Leichtgewicht und siegte am 15. April 2023 beim Kampf um die WBC-Interims-Weltmeisterschaft einstimmig gegen Lucy Wildheart. Danach stieg sie in das Weltergewicht auf und verlor am 20. Januar 2024 beim Kampf um die IBF-Weltmeisterschaft nach Punkten gegen die Britin Natasha Jonas. In ihrem nächsten Weltergewichtskampf, am 27. September 2024, gewann sie mit einem Punktsieg gegen Sandy Ryan den WBO-Weltmeistertitel und gewann auch den Rückkampf gegen Ryan im März 2025.